# René Riesel
Œuvres principales
- Déclarations sur l'agriculture transgénique et ceux qui prétendent s'y opposer (2000)
- Du progrès dans la domestication (2003)
- Catastrophisme, administration du désastre et soumission durable (2008)

René Riesel, né en 1950 à Alger, est un éleveur d'ovins, militant anti-OGM et penseur radical français engagé contre la société industrielle. Ancien membre de l'Internationale situationniste, secrétaire général de la Confédération paysanne dans les années 1990, il a par la suite publié plusieurs textes aux Éditions de l'Encyclopédie des Nuisances.

## Biographie
Après l'indépendance de l'Algérie, René Riesel arrive à Paris en 1962 avec sa famille. Il quitte l'école à 16 ans, fréquente divers groupes anarchistes et communistes (il prend part aux scissions du congrès anarchiste de Bordeaux en janvier 1967) et se rapproche des analyses situationnistes. Il entreprend brièvement des études à l'université de Nanterre après avoir passé le baccalauréat en candidat libre,,.
En référence à Jacques Roux, René Riesel donne au début de 1968 le nom d’Enragés au petit groupe d'agitateurs qui joue un rôle déterminant dans le déclenchement et le style du mouvement des occupations de Mai 1968 en France. Le 6 mai 1968, avec sept autres étudiants, dont Daniel Cohn-Bendit, il est convoqué en conseil de discipline à la Sorbonne pour avoir occupé les locaux administratifs de l'université. Quelques jours plus tard, il préside brièvement le comité d'occupation de la Sorbonne,.
Admis dans l'Internationale situationniste en juin 1968, il devient un proche de Guy Debord avant de se brouiller avec lui et d'être exclu de l'organisation à l'automne 1971. Jugeant Paris déprimant, René Riesel et sa compagne quittent la ville au début des années 1970 pour s'installer en tant qu'éleveurs de moutons, d'abord dans les Pyrénées-Orientales et par la suite sur le causse Méjean en Lozère,.
En 1991 il rejoint la Confédération paysanne où il rencontre José Bové. Il en devient le secrétaire national en 1995 mais estimant le syndicat agricole trop réformiste, il le quitte en 1999.
Le 8 janvier 1998 René Riesel avec José Bové et une centaine d'agriculteurs, organisent le « sabotage de Nérac » : ils s'introduisent dans un entrepôt de graines de maïs génétiquement modifié de Novartis et arrosent les semences afin de les détruire. Les deux hommes sont jugés et condamnés le mois suivant par le tribunal correctionnel d'Agen à huit mois de prison avec sursis,.
Le 5 juin 1999, dans le cadre de la Caravane intercontinentale, René Riesel et une centaine d'autres militants détruisent à Montferrier-sur-Lez des plans de riz transgénique du Centre de coopération internationale en recherche agronomique pour le développement (CIRAD),. Pour cette action il est poursuivi en justice par le CIRAD et condamné par la cour d'appel de Montpellier à une peine de prison de six mois ferme, à la révocation du sursis prononcé à Agen et à payer une amende et des indemnités totalisant plusieurs milliers d'euros.
Le 2 mars 2010, René Riesel est entendu à la gendarmerie du Collet-de-Dèze pour avoir refusé de faire vacciner son cheptel contre la fièvre catarrhale ovine. À cette époque, la vaccination contre cette maladie est obligatoire mais il estime qu'on ne peut pas forcer les éleveurs à vacciner leurs bêtes contre une maladie qui n'est pas contagieuse et indique : « Je refuse de livrer aveuglément mes animaux aux marchands de chimie »,.

## Positions
René Riesel rompt avec José Bové depuis que ce dernier est devenu une « personnalité médiatique » à la suite de son emprisonnement consécutif au démontage du McDonald's de Millau en septembre 1999. Refusant toute compromission avec l'État, il est emprisonné en refusant le soutien de la Confédération paysanne qui demande pour lui et José Bové, la grâce présidentielle. Ainsi, pour René Riesel il ne suffit pas de combattre les OGM mais aussi la société qui les produit,.
Il se rapproche de Jaime Semprun et du groupe « post-situationniste » de l'Encyclopédie des Nuisances, analysant le combat à mener aujourd'hui en termes de « société industrielle » et de « technologie » ennemie de l'Homme dans une optique anti-industrielle. Dans la lignée de George Orwell, René Riesel estime que s'il faut lutter contre le capitalisme il est également nécessaire de s'opposer à l'État dont il craint l'omnipotence en voulant apparaitre comme la seule issue désirable face aux conditions d’existence qui s’effondrent.
Claude Durand note dans le livre qu'il a dirigé intitulé Regards sur les biotechnologies (2004) : « René Riesel estime “irréversible” la pollution génétique végétale, le seul remède supposant une sortie de la société industrielle [...]. La contestation et le débat ne prennent pas cette ampleur dans le milieu scientifique. Mais il est touché cependant par la controverse sur l'utilité de la pratique scientifique et sa contribution au progrès social ».

## Publications
- Bragelonne,1 : pour une agriculture paysanne, Indigène éditions, 1998.
- Déclarations sur l'agriculture transgénique et ceux qui prétendent s'y opposer, Éditions de l'Encyclopédie des Nuisances, Paris, 2000.
- Aveux complets des véritables mobiles du crime commis au CIRAD le 5 juin 1999, Éditions de l'Encyclopédie des Nuisances, Paris, 2001.
- Du progrès dans la domestication, Éditions de l'Encyclopédie des Nuisances, Paris, 2003.
- Catastrophisme, administration du désastre et soumission durable, Éditions de l'Encyclopédie des Nuisances, (avec Jaime Semprun), Paris, 2008.

### Autres publications
- [PDF] Clandestinités, Réfractions n°43, automne 2019.
- Au-dessus du volcan, tribune avec Jacques Philipponneau, version originale sensiblement modifiée dans l'édition du 4 décembre 2014 du quotidien Le Monde[15].
- [PDF] Lettre ouverte contre la vaccination des brebis, sur Pièces et main d'œuvre, 17 octobre 2009.